# جیمز گاسلینگ
جیمز آرتور گاسلینگ (به انگلیسی: James Arthur Gosling) (زاده ۱۹ می ۱۹۵۵) از دانشمندان کامپیوتر و زاده کانادا است. او به عنوان پدر زبان برنامه‌نویسی جاوا شناخته می‌شود.
او جاوا را زمانی که در شرکت Sun Microsystems کار می‌کرد ابداع نمود. جاوا از زبانهای برنامه‌نویسی سطح بالا و بسیار قدرتمندی است که ساختار خود را از C و ++C گرفته‌است اما با امکاناتی کمتر و توابعی ساده‌تر. این زبان از امنیت بسیار بالایی برخوردار می‌باشد و در آمریکا طرفداران زیادی دارد. او خود، ماشین مجازی جاوا را نیز نوشت.
او به عنوان یکی از اعضای ویژه اکادمی مهندسی آمریکا انتخاب شده است .